# Alphense Zwemclub
L'Alphense Zwemclub, spesso abbreviato con l'acronimo AZC, è un club che si occupa di sport acquatici con sede nella città di Alphen aan den Rijn (Paesi Bassi), nota particolarmente per la sua sezione pallanuotistica maschile, vincitrice di numerosi campionati e coppe nazionali. In particolare la squadra maschile è stata la forza dominante della pallanuoto olandese a partire dalla fine degli anni settanta fino al 2004, anno dell'ultimo titolo. Con 21 titoli conquistati, è la seconda squadra più vincente dei Paesi Bassi dietro allo Het Y di Amsterdam, il cui ultimo titolo risale tuttavia al 1940. Nel 1983 è stata finalista in Coppa Campioni e nel 1990 in Coppa delle Coppe.
Il club fu fondato il 17 marzo 1926.

## Rosa 2018-2019
| N° |                        | Ruolo | Giocatore                  |
| -- | ---------------------- | ----- | -------------------------- |
|    | Paesi Bassi (bandiera) |       | Frank Aarts                |
|    | Serbia (bandiera)      |       | Filip Corić                |
|    | Paesi Bassi (bandiera) |       | Tim de Mey                 |
|    | Paesi Bassi (bandiera) |       | Dano de Mey                |
|    | Paesi Bassi (bandiera) |       | Stan de Mey                |
|    | Paesi Bassi (bandiera) |       | Nathan de Zwaan            |
|    | Paesi Bassi (bandiera) |       | Theodorus Robert Huijsmans |
|    | Serbia (bandiera)      |       | Dejan Indjić               |

| N° |                        | Ruolo | Giocatore           |
| -- | ---------------------- | ----- | ------------------- |
|    | Italia (bandiera)      |       | Jacopo Mandolini    |
|    | Grecia (bandiera)      |       | Andreas Miralis     |
|    | Ungheria (bandiera)    |       | Laszlo Balasz Nagy  |
|    | Grecia (bandiera)      |       | Tilemachos Pissas   |
|    | Paesi Bassi (bandiera) |       | Sven Schoonderwoerd |
|    | Paesi Bassi (bandiera) |       | Jort Stienstra      |
|    | Paesi Bassi (bandiera) |       | Sebastiaan van Mil  |

## Palmarès

### Sezione maschile
- Campionato olandese: 21

1977, 1978, 1979, 1981, 1983, 1984, 1985, 1986, 1987, 1988, 1989, 1993, 1994, 1997, 1998, 2000, 2001, 2002, 2003, 2004, 2018
- KNZB Beker: 21

1978, 1979, 1981, 1982, 1983, 1984, 1985, 1987, 1988, 1989, 1990, 1991, 1993, 1994, 1996, 2000, 2001, 2003, 2005, 2018, 2019
- Supercoppa dei Paesi Bassi: 1

2018